# Cisy Nałęczów
Der LKS Cisy Nałęczów ist ein polnischer Fußballverein aus Nałęczów in der Woiwodschaft Lublin, Polen. Dessen Frauenmannschaft spielte bis zu ihrer Auflösung vier Saisons in der 1. polnischen Frauenfußball-Liga.

## Erfolge
- 2003/04: Aufstieg in die 1. polnische Frauenfußball-Liga
- 2004/05 und 2005/06: 4. Platz in der Meisterschaft

## Bilanz
| Saison  | Liga | Spiele | Siege | Remis | Verloren | Tore   | + / -  | Punkte | Platz   |
| 2002/03 | II.  | 20     | 17    | 2     | 1        | 150:21 | (+129) | 53     | 1. (6)  |
| 2003/04 | I.   | 18     | 8     | 1     | 9        | 27:39  | (−12)  | 25     | 5. (10) |
| 2004/05 | I.   | 18     | 11    | 2     | 5        | 39:22  | (+17)  | 35     | 4. (10) |
| 2005/06 | I.   | 20     | 7     | 3     | 10       | 27:27  | ±0     | 24     | 4. (6)  |
| 2006/07 | I.   | 20     | 3     | 1     | 16       | 12:52  | (−40)  | 10     | 6. (6)  |
| ------- | ---- | ------ | ----- | ----- | -------- | ------ | ------ | ------ | ------- |